# Камениця (Меховський повіт)
Камениця (пол. Kamienica) — село в Польщі, у гміні Ґолча Меховського повіту Малопольського воєводства.
Населення — 250 осіб (2011).
У 1975-1998 роках село належало до Краківського воєводства.

## Демографія
Демографічна структура станом на 31 березня 2011 року:
|          | Загалом | Допрацездатний вік | Працездатний вік | Постпрацездатний вік |
| -------- | ------- | ------------------ | ---------------- | -------------------- |
| Чоловіки | 130     | 23                 | 91               | 16                   |
| Жінки    | 120     | 21                 | 60               | 39                   |
| Разом    | 250     | 44                 | 151              | 55                   |